# Lot (dipartimento)
Lot è un dipartimento francese di 173 400 abitanti.
Il Lot (/lɔt/) è un dipartimento francese della regione francese dell'Occitania che prende il nome dall'omonimo fiume che lo attraversa. Confina con i dipartimenti della Dordogna a nord-ovest, della Corrèze a nord, del Cantal a nord-est, dell'Aveyron a sud-est, del Tarn e Garonna a sud e del Lot e Garonna a sud-ovest.
Le principali città, oltre al capoluogo Cahors, sono Figeac, Gourdon e Souillac.

## Storia
Il Lot è uno degli 83 dipartimenti creati all'indomani della Rivoluzione francese. Originariamente parte dell'antica provincia del Quercy, appartenente alla Guienna. Nel 1808 una parte venne separata per dare vita al dipartimento di Tarn-et-Garonne, cui venne associata anche la città di Montauban.

## Regioni naturali
Il Lot è composto da sette regioni naturali:
- il Ségala (a nord-est);
- il Limargue (a est);
- i Causses (al centro), articolati, dal nord al sud, in Causse de Martel, Causse de Gramat e Causse de Limogne;
- la Bouriane (a ovest);
- il Quercy Bianco (a sud);
- la Valle del Lot (a sud);
- la Valle della Dordogna (a nord).